# Hovedredningssentralen

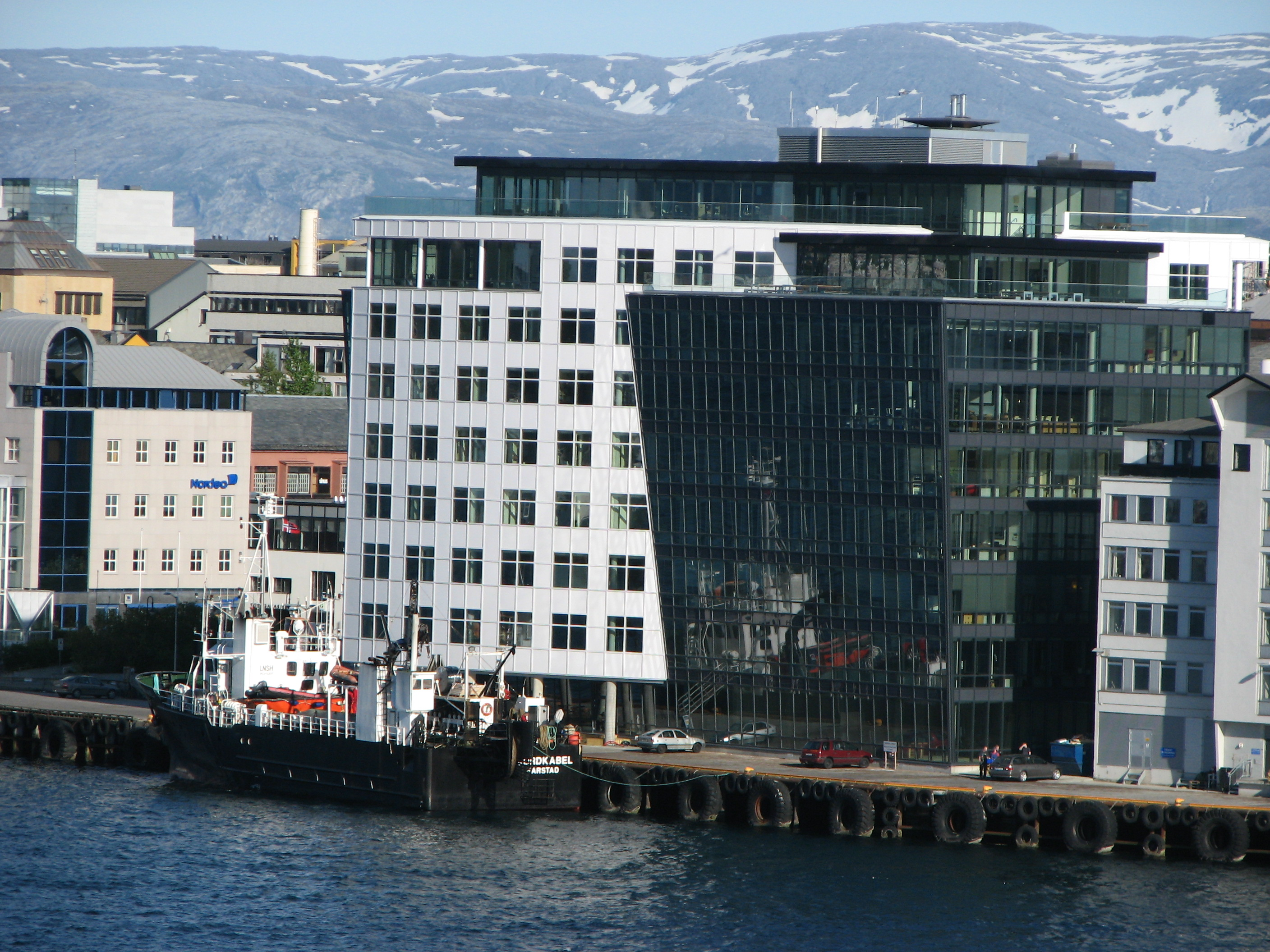
Hovedredningssentralen i Nord-Norge (JRCC NN), Bodø.

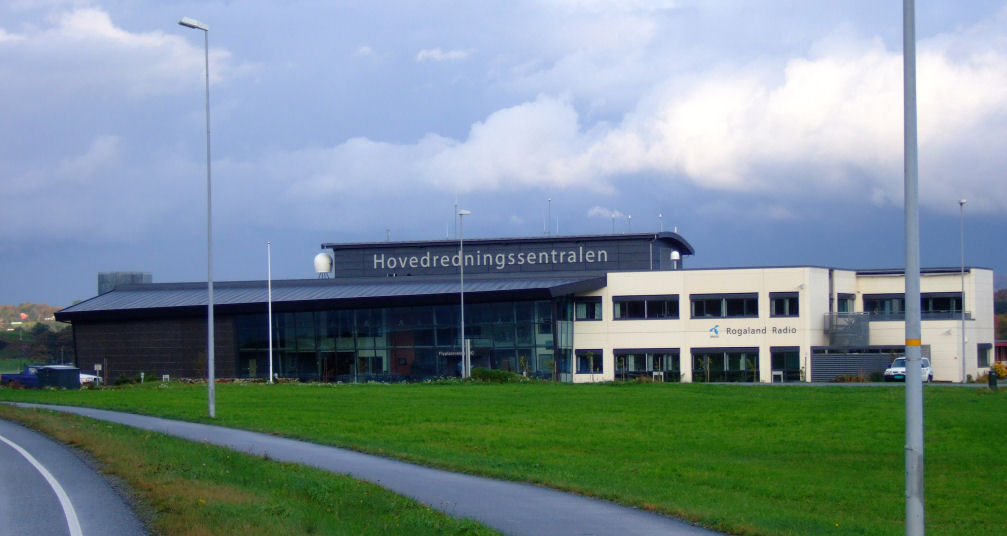
Hovedredningssentralen i Sør-Norge (JRCC SN), Stavanger.

Hovedredningssentralen är en norsk myndighet under Justis- og beredskapsdepartementet, vilken ansvarar för räddningstjänst (Search and Rescue - SAR) i Norge.
Det norska territoriet är uppdelat på två regionala operationscentraler (Joint Rescue Coordination Centre - JRCC) för respektive norra Norge i Bodø och södra Norge i Sola vid Stavanger. Dessa benämns också Hoveredningssentraler: Hovedredningssentralen i Nord-Norge (JRCC NN) och Hovedredningssentralen i Sør-Norge (JRCC SN).
Hovedredningssentralen har ansvar för samtliga områden inom det som i internationella konventioner definieras som 'Search and Rescue', det vill säga inte bara sjö- och flygräddning, utan också fjällräddning. De båda regionala, operativa räddningscentralerna, för vilkas geografisk ansvarsområden gränsen går vid 65:e breddgraden längs gränsen mellan Nord-Trøndelag fylke och Nordland fylke, leds av polismästare. En räddningsoperation kan ledas direkt av en av de två regionala räddningscentralerna, eller av en av Norges 28 lokala räddningscentraler, vilka finns vid landets polisdistrikt, och över vilka myndigheten Hovedredningssentralen har ett tillsynsansvar.
Organisationen med huvudräddningscentraler (JRCC) har sitt ursprung i den statliga utredningen Redningsutvalget, som 1959 föreslog en starkare offentlig styrning av räddningstjänsten. De bägge huvudräddningscentralerna i Bodø och Stavanger inrättades 1970. Hovedredningssentralen som en enda organisatorisk enhet bildades 2013 och står under ledning av en redningsdirektør, som till sitt förfogande har ett nationellt rådgivande organ. Hovedredningssentralen inrättades som en enda myndighet 2013. Den hade 43 anställda 2013.